# Bene da Firenze
Bene da Firenze (Firenze, ... – 1238/42) è stato uno scrittore italiano del XII secolo.
Bene da Firenze insegnava ars dictaminis a Bologna. Tra il 1220 ed il 1238 scrive una Summa dictaminis intitolata da lui Candelabrum. Quest'opera trova diffusione in numerosi manoscritti. È anche autore di una Summa grammatice, un'altra Summa dictaminis ristretta, delle Regule de accentu secundum Priscianum e Regule metrorum.
Seguendo le tradizioni della scuola retorica di Orléans, fu un avversario di Boncompagno da Signa.